# Ławeczka Mariana Rejewskiego w Bydgoszczy
Ławeczka Mariana Rejewskiego znajduje się w Bydgoszczy u zbiegu ulic Gdańskiej i Śniadeckich. Pomnik został odsłonięty 14 września 2005. Odsłonięcia dokonała córka kryptologa, Janina Sylwestrzak.
Autorem pomnika jest rzeźbiarz Michał Kubiak. 
Odlany w brązie pomnik przedstawia postać zasłużonego kryptologa, bydgoszczanina Mariana Rejewskiego (1905-1980), siedzącego na ławce z grubych płyt granitowych. Obok na ławce stoi makieta niemieckiej maszyny szyfrującej Enigma, której tajemnicę złamał Rejewski w 1932 roku.